# Madárhegy
Madárhegy ([ˈmɒdaːɾhɛɟ]) est un quartier de Budapest, situé dans le 11e arrondissement.